# كرمة قيقبية الأوراق
الكرمة قيقبية الأوراق هي نوع نباتي بري ينتمي إلى جنس الكرمة من الفصيلة الكرمية. ينتج ثمار عنب صغيرة ولذلك فهو لا يعد اقتصادياً. نظراً لمقاومتها مرض الفيلوكسرا ولتحملها الظروف المناخية الصعبة وسهولة التجذير، تستعمل سوقه كأصول جذرية تطعم عليها الأصناف الأوروبية (الكرمة النبيذية) المستخدمة لإنتاج العنب والنبيذ.

## البيئة والانتشار
موطنها وسط الولايات المتحدة.

## الوصف النباتي
نبات معمر متسلق. النورات عنقودية. الثمرة عوزة (عنبة).